# Diastylis hirsuta
Diastylis hirsuta is een zeekommasoort uit de familie van de Diastylidae. De wetenschappelijke naam van de soort is voor het eerst geldig gepubliceerd in 1991 door Petrescu & Bacescu.